# تاريخ اليهود في إيطاليا

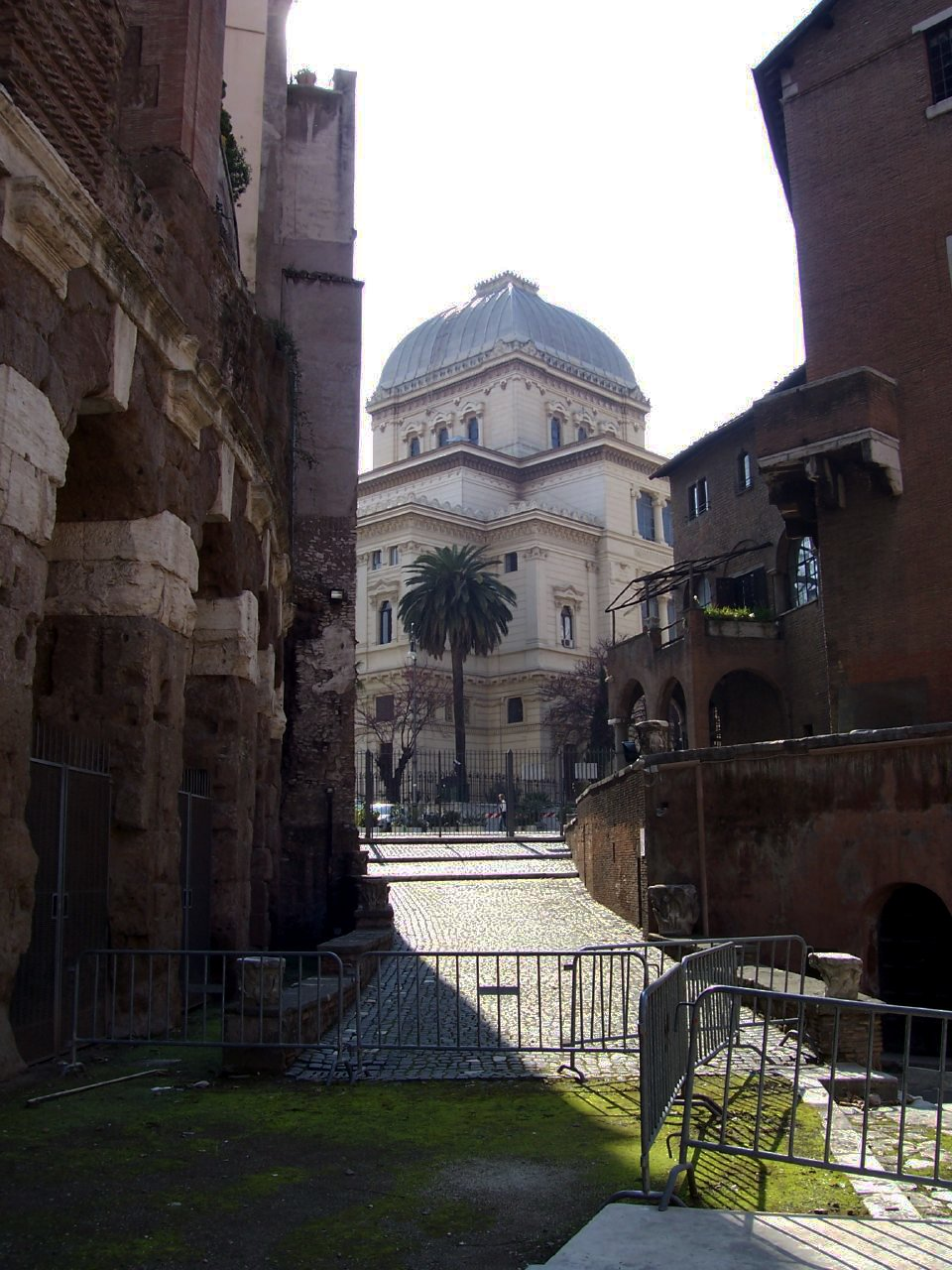
كنيس روما الكبير

يرجع تاريخ اليهود في إيطاليا إلى أكثر من 2000 عام. يعود تاريخ الوجود اليهودي في إيطاليا إلى الحقبة الرومانية ما قبل المسيحية واستمر منذ ذلك الوقت حتى يومنا هذا، على الرغم من وجود فترات اضطهاد شديد وترحيل. يُقدر عدد اليهود الأصليين في إيطاليا عام 2019 بنحو 45 ألفًا.

## روما في الحقبة ما قبل المسيحية
من المرجح أن التجمع اليهودي في روما هو أقدم التجمعات اليهودية الباقية في العالم، إذ إنه موجود منذ العصور الكلاسيكية حتى يومنا هذا. من المعروف بشكل مؤكد أن سمعان المكابي أرسل بعثة إلى روما عام 139 قبل الميلاد ليعزز التحالف مع الرومان ضد السلوقيين. تلقى المبعوثون ترحيبًا حارًا من قبل أتباع دينهم الموجودين أصلًا في روما.
عاشت أعداد كبيرة من اليهود في روما حتى خلال حقبة الجمهورية الرومانية (حوالي 150 قبل الميلاد)، وكانوا فقراء وناطقين باللغة الإغريقية. نظرًا إلى معرفة روما المتزايدة بالمعاملات التجارية والعسكرية مع منطقة الشرق الأدنى الناطقة بالإغريقية، خلال القرنين الأول والثاني قبل الميلاد، جاء العديد من التجار الإغريق واليهود أيضًا إلى روما، أو أٌحضروا إلى هناك عبيدًا.
يبدو أن الرومان اعتبروا اليهود متبعي أعراف دينية غريبة متخلفة، لكن لم توجد معاداة السامية حينئد كما وجدت في العالمين الإسلامي والمسيحي (انظر معاداة اليهودية في الإمبراطورية الرومانية ما قبل المسيحية). على الرغم من احتقار الرومان للدين اليهودي، اعترفوا به واحترموا عراقته وشهرة المعبد في القدس (الهيكل الثاني). لم يعرف العديد من الرومان الكثير عن اليهودية، بما فيهم الإمبراطور أغسطس الذي اعتقد أن اليهود يصومون الشبات، وذلك وفقًا لسويتونيوس كاتب سيرته الذاتية. عُرف عن يوليوس قيصر بأنه من أصدقاء اليهود، وكانوا أول من رثاه عند اغتياله.
كانت الجماعة اليهودية في روما عالية التنظيم، ويرأسها زعماء يطلق عليهم لقب «أركون». كان لليهود عدد من الجماعات المحلية اليهودية في روما. زُينت شواهد قبورهم، التي كُتب معظمها باليونانية مع القليل من العبرية، أو الآرامية، أو اللاتينية، برمز المينوراه (الشمعدان ذو الفروع السبعة).
كان اليهود في روما ما قبل المسيحية نشيطين جدًا في تبشير الرومان بدينهم، ما أدى إلى زيادة عدد معتنقي اليهودية بشكل علني، بالإضافة إلى أولئك ممن تبنوا بعض الطقوس اليهودية والإيمان بالإله اليهودي دون أن يعتنقو اليهودية فعليًا (أُطلق عليهم اسم خشاة الرب).
تذبذب مصير اليهود في روما وإيطاليا، بسبب شن الإمبراطورين تيبيريوس وكلوديوس حملات ترحيل جزئي. بعد الحروب اليهودية الرومانية، جُلب العديد من يهود منطقة يهودا إلى روما بصفتهم عبيدًا (إذ جرت العادة في العالم القديم أن يُباع أسرى الحروب وقاطنو المدن المهزومة عبيدًا). سببت هذه الثورات زيادة العداء الرسمي من عهد فسبازيان فصاعدًا. كانت ضرائب اليهود الإجراء الأكثر خطورة، وهي ضريبة يدفعها كل اليهود في الإمبراطورية الرومانية. حلت الضريبة الجديدة محل ضريبة العشر التي كانت تُرسل من قبل إلى معبد القدس (الذي دمره الرومان عام 70 ميلادي)، واستُخدمت بدلًا من ذلك في معبد ثالوث كابيتولين في روما.
إلى جانب روما، كان هناك عدد كبير من التجمعات اليهودية في جنوب إيطاليا في تلك الفترة. على سبيل المثال، احتوت منطقة صقلية، وكالابريا، وبوليا على تجمعات يهودية مستقرة.

## العصور الوسطى

### الإنجازات الأدبية
كان شبتاي دونولو من بين اليهود الأوائل في إيطاليا ممن خلفوا أثرًا لنشاطهم الأدبي (توفي عام 982). بعد قرنين من الزمن (1150)، أصبح شبتاي ابن موزيس وابنه جيهيل كالونيموس شاعرين ذوَي سلطة تلمودية حتى خارج إيطاليا، بالإضافة إلى رابي جيهيل من عائلة مانسي من روما. نضحت مؤلفاتهم بالفكر، ولكنهم استخدموا ألفاظًا فظة. كان ناثان، ابن رابي جيهيل المذكور آنفًا، مؤلف معجم التلمود («آروك») الذي أصبح أساس دراسة التلمود.
قام سليمان بن إبراهيم بن بارهون في أثناء إقامته في ساليرنو بتجميع قاموس عبري عزز دراسة التفسير التوراتي بين اليهود الإيطاليين. على أي حال، لم تكن الثقافة العبرية في حالة ازدهار على العموم. كان أيوب سليمان جالو المؤلف الطقسي الوحيد الجدير، وما تزال بعض مؤلفاته موجودة حتى اليوم. في النصف الثاني من القرن الثالث عشر، ظهرت علامات قيام ثقافة عبرية أفضل ودراسة أعمق للتلمود. ألف أشعيا دي تراني الأكبر (1232- 1279) -وهو ذو سلطة تلمودية كبيرة- العديد من الأجوبة الشرعية المحتفى بها. سار ابنه ديفيد وابن أخيه أشعيا دي تراني الأصغر على خطاه، وكذلك فعل أحفادهم حتى نهاية القرن السابع عشر. ترأس مير بن موزيس مدرسة تلمودية كبيرة في روما، بينما ترأس أبراهام بن جوريف مدرسة تلمودية في بيزارو. درّس طبيبان مشهوران، أبراهام وجيهيل، أحفاد ناثان بن جيهيل، التلمود في روما. كانت باولا دي مانسي إحدى نساء هذه العائلة الموهوبة، متميزة أيضًا، إذ كانت ذات معرفة تلمودية وتوراتية كبيرة، ودونت التعليقات التوراتية بخط جميل جدًا.
حول هذه الفترة، وظف الإمبراطور الروماني المقدس فريدريك الثاني، آخر من تبقى من آل هوهنشتاوفن، اليهود لترجمة الأطروحات العربية الفلسفية والفلكية، كان جودا كوين من طليطلة، وأقام في توسكانا لاحقًا من بين هؤلاء الكتّاب، بالإضافة إلى جاكوب أناتولي من بروفنس. أدى هذا التشجيع بطبيعة الحال إلى دراسة أعمال موسى بن ميمون- خصوصًا كتاب «دلالة الحائرين»- وهو كاتب هيليل الفيروني المفضل (1220- 1295). مارس الفيلسوف والأديب موسى بن ميمون الطب في روما وفي مدن إيطالية أخرى، وترجم عدة أعمال طبية إلى العبرية. كان لكتابات موسى بن ميمون التي تتسم بطابع حر معجبين في إيطاليا، على سبيل المثال، شبتاي بن سولمون من روما، وزراحیا هين البرشلوني، الذي هاجر إلى روما وساهم في انتشار المعرفة الموجودة في أعماله بشكل كبير. كان تأثير ذلك على اليهود الإيطاليين جليًا في حبهم لحرية الفكر واحترامهم للأدب، بالإضافة إلى تمسكهم بتقديم النصوص التوراتية بشكل حرفي ومعارضتهم للمتطرفين القباليين والنظريات الغامضة. كان إيمانويل بن سولمون من روما من معجبي تلك النظريات، وهو الصديق المشهور لدانتي أليغييري. ألحق الخلاف بين أتباع موسى بن ميمون ومعارضيه أضرارًا كبيرة بالمصالح اليهودية.